# 中山駅 (岡山県)
中山駅（なかやまえき）は岡山県和気郡和気町大中山に位置していた同和鉱業片上鉄道線の駅（廃駅）である。

## 歴史
- 1923年（大正12年）8月10日：開業。
  - 当時の所在地表示は岡山県和気郡本荘村大中山であった。
- 1950年（昭和25年）4月1日：町制施行に伴い、所在地表示が岡山県和気郡本荘町大中山になる。
- 1953年（昭和28年）4月1日：和気町（第2次）成立に伴い、所在地表示が岡山県和気郡和気町大中山になる。
- 1991年（平成3年）7月1日：鉄道路線廃止に伴い廃駅。

## 駅構造

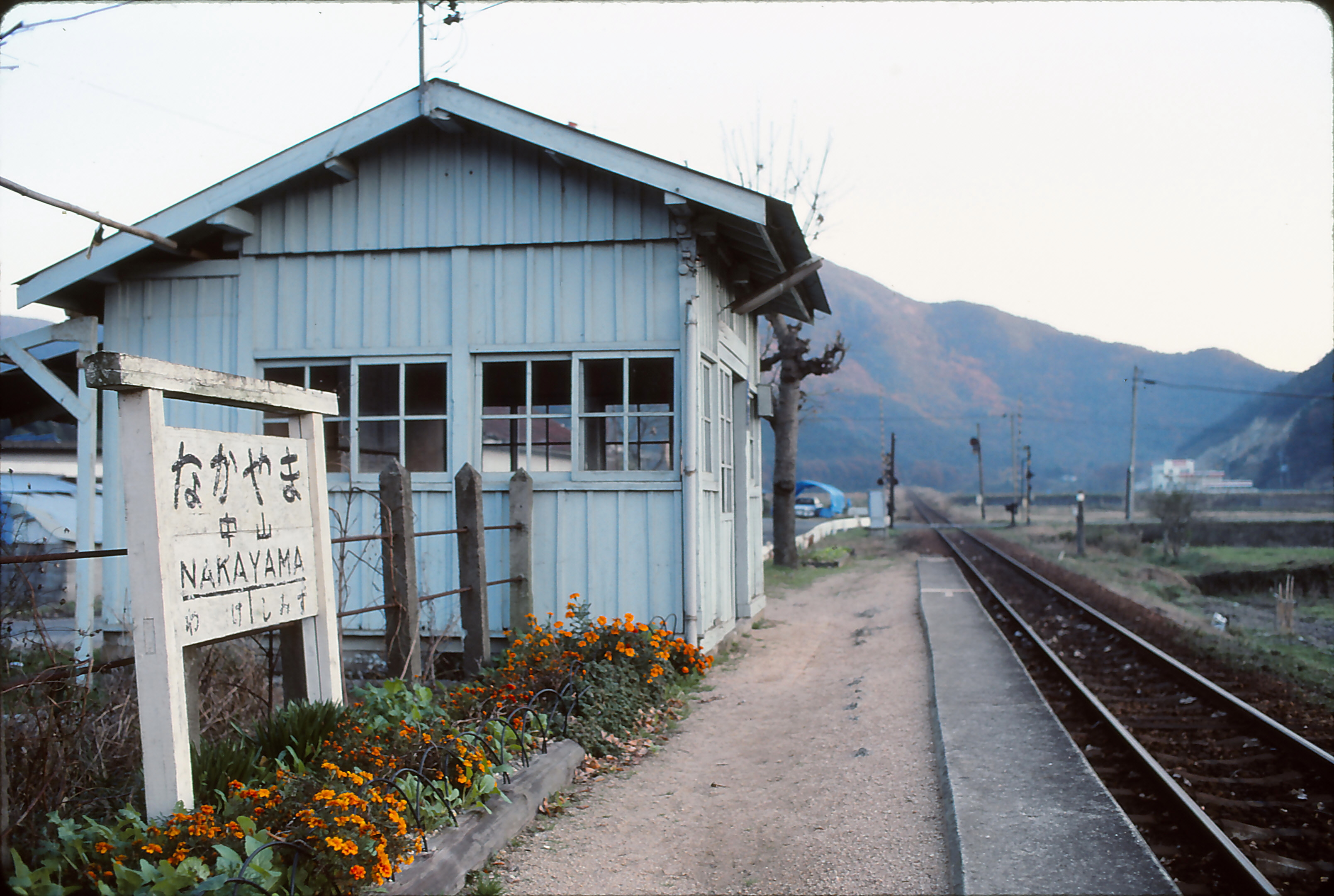
ホーム（1990年11月）

1面1線の無人駅で、木造の簡易待合室がある駅であった。

## 駅周辺
小さな駅だが、周囲には民家が多数立地している。
- 中山サーキット
- 中山ストアー
- 大中山温泉
- 水行谷神社
- 観音寺
- 山陽自動車道 和気IC（鉄道営業当時は現存せず）
- 水引の滝

## 廃止後
駅施設はすべて撤去されたほか、駅前にあった消防団庫および火の見櫓も現存しない。線路跡である岡山県道703号備前柵原自転車道線（片鉄ロマン街道）と国道374号大中山交差点東方の町道との交差点（大中山一号踏切跡）から和気寄りの空き地が当駅跡に相当するが、付近に駅跡を示す表示や痕跡は皆無である。

## 隣の駅
同和鉱業
片上鉄道線
清水駅 - 中山駅 - 和気駅